# 모닥불

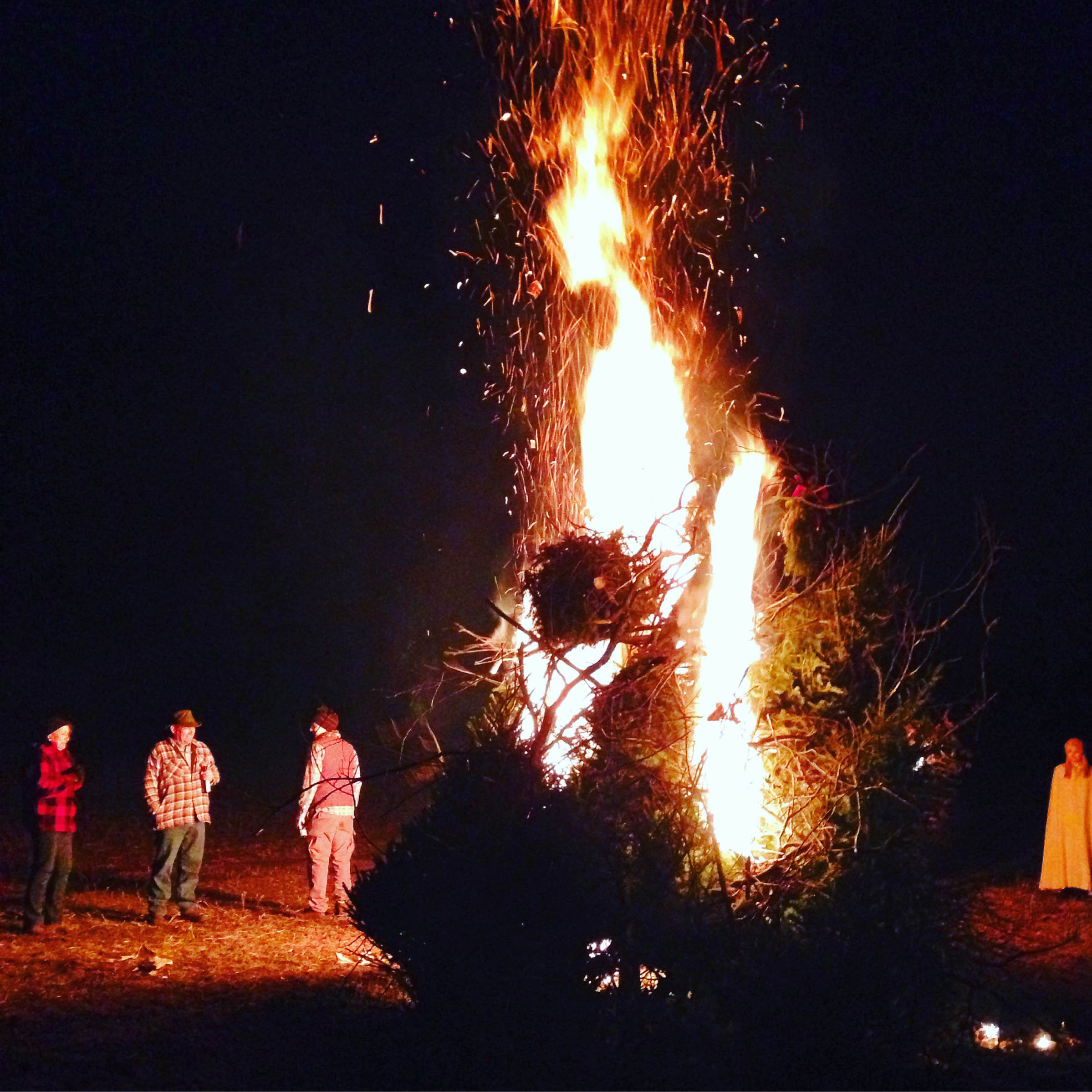
오래된 크리스마스 트리의 모닥불

모닥불은 장작이나 나뭇가지, 검불 등 땔감을 모아서 쌓아 놓고 피우는 불이다. 야영하게 될 때 쓰이는 캠프파이어를 하나의 예로 들 수 있다. 양초를 활용하여 촛불을 켜는 일과 비교하면 미묘하게 차이가 있다. 

## 같이 보기
- 버닝 맨
- 불꽃놀이
- 홀리
- 위커맨
- 젝세로이텐